# Tractat de Constança
El primer Tractat de Constança, signada el 23 de març de 1153 a Constança, va establir les condicions imposades pel Papa Eugeni III a Frederic I Barbaroja per ser coronat emperador.

## Antecedents
El 1143, sota la direcció de Giordano Pierleoni, els romans es rebel·laren contra l'aristocràcia i el govern eclesiàstic, i proclamaren la Comuna de Roma, restauració del Senat i de la República Romana. Un dels principals dirigents de la revolta fou el predicador Arnaldo de Brescia, que defensava la secularització dels Estats Pontificis.
Quan fou elegit rei el 1152, Frederic I Barbaroja va comunicar la notícia al Papa Eugeni III, però no havia demanat la confirmació papal. El març de 1153, Frederic va acordar amb el Vaticà les condicions de la seva coronació, que es van posar per escrit i es van signar a Constança.

## El tractat
El tractat pretenia tornar a l'anterior statu quo tant al nord com al sud d'Itàlia, establint que a canvi que el papa el coronés emperador, Frederic es comprometia a sotmetre Roma i entregar la ciutat al papa, combatre les ambicions romanes d'Orient sobre la península Itàlica, i a no firmar tractats de pau amb els enemics de l'Església (principalment la Comuna de Roma i els normands del Regne de Sicília).

## Conseqüències
Frederic I Barbaroja va dirigir-se a Itàlia el 1154 per tal d'assegurar la seva coronació com a emperador amb unes poques tropes, cavallers d'Enric el Lleó arribant a Roma, on el nou papa, Adrià IV va mantenir els acords de Constança, tot i que tant ell com el seu conseller en cap, el cardenal Rollando Bandinelli s'oposaven a la pretensió de Frederic de participar en les eleccions papals, però necessitaven el seu suport per sufocar la contínua inquietud creada per Arnaldo da Brescia. L'emperador va capturar Arnold i el va lliurar a la cúria, que el va jutjar i el va penjar, va cremar el cos i va escampar les cendres al riu Tíber. Frederic, però, no es va moure contra els normands, tot i que Roger II de Sicília havia mort, i Adrià va concloure un tractat amb el rei Guillem I de Sicília el 1156. El primer viatge italià de Frederic va servir principalment per demostrar la impossibilitat del tipus de restauració que Frederic havia previst en el tractat de Constança, però això no volia dir que estigués disposat a cedir els drets de l'imperi.
En el segon tractat de Constança, de l'any 1183, es firmava la pau entre l'emperador i la Lliga Llombarda.